# Třída Boston
Třída Boston byla první lodní třída raketových křižníků námořnictva Spojených států amerických. Vznikla přestavbou dvou druhoválečných těžkých křižníků třídy Baltimore – USS Boston a USS Canberra. K přestavbě došlo v první polovině 50. let a u obou lodí byla dokončena mezi lety 1955–1956.

## Stavba
Dva křižníky této třídy byly postaveny za druhé světové války americkými loděnicemi Bethlehem Steel a Fore River Shipyard ve Fore River.
Jednotky třídy Boston:
| Jméno                          | Loděnice        | Spuštěna       | Vstup do služby | Status        |
| ------------------------------ | --------------- | -------------- | --------------- | ------------- |
| USS Boston (CAG-1, ex CA-69)   | Bethlehem Steel | 26. srpna 1942 | 30. června 1943 | Vyřazen 1970. |
| USS Canberra (CAG-2, ex CA-70) | Fore River SY   | 19. dubna 1943 | 14. října 1943  | Vyřazen 1970. |

## Konstrukce

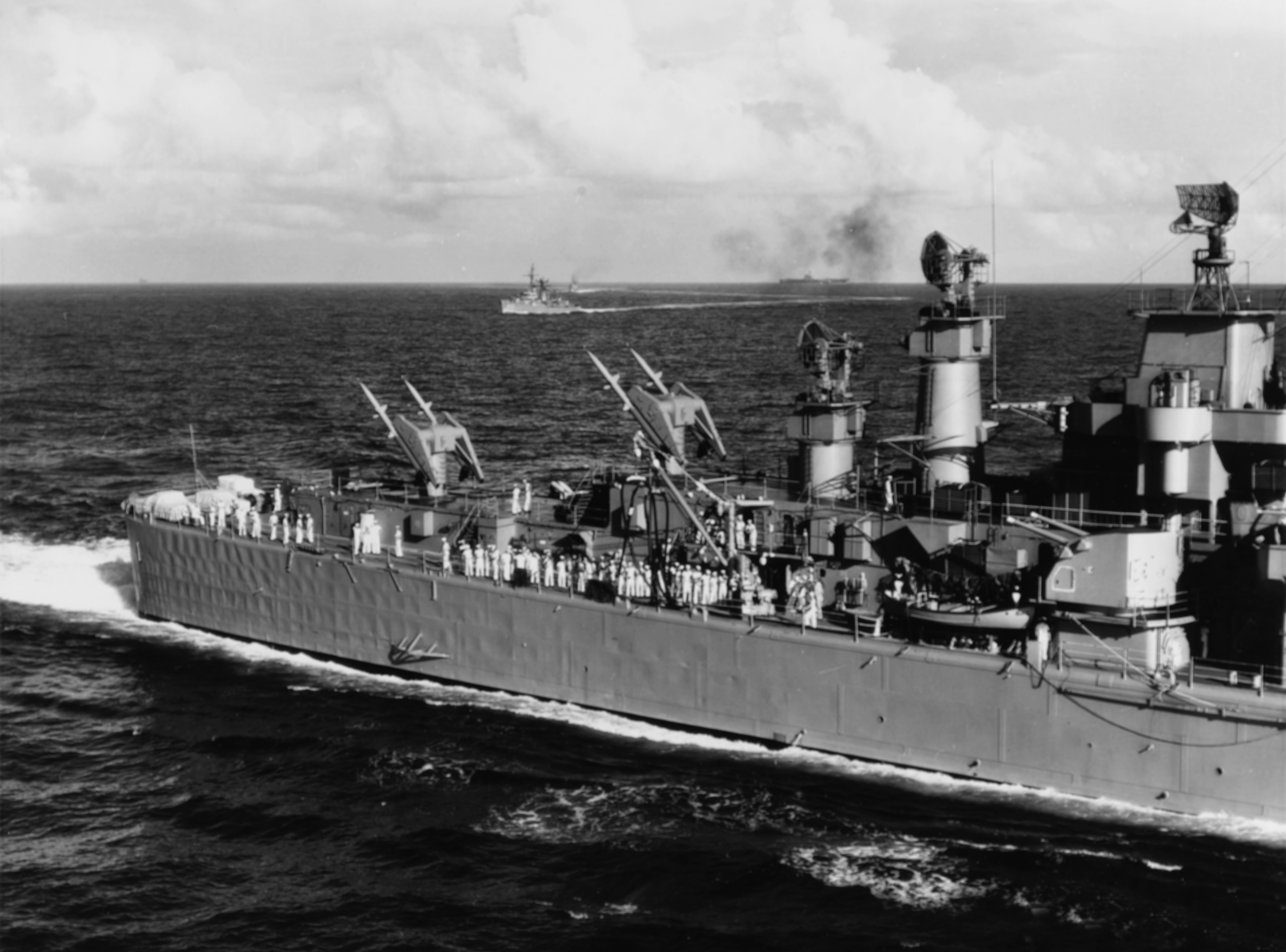
Odpalovací zařízení střel Terrier na palubě křižníku USS Boston (CAG-1)

Přední část lodi zůstala téměř beze změn, zatímco zadní prošla rozsáhlou rekonstrukcí, spojenou s vybudováním nové nástavby, zabudování dvou dvojitých vypouštěcích zařízení protiletadlových řízených střel (na místě odstraněné třetí 203mm dělové věže) a montáž jejich elektroniky. Rovněž původní dva komíny byly nahrazeny jedním.
Výzbroj se nově skládala ze šesti 203mm kanónů ve dvou třídělových věžích na přídi, deseti 127mm kanónů ve dvoudělových věžích a osmi 76mm kanónů. Na zádi byla instalována dvě dvojitá vypouštěcí zařízení protiletadlových řízených střel Terrier se zásobou 72 střel.

## Operační nasazení

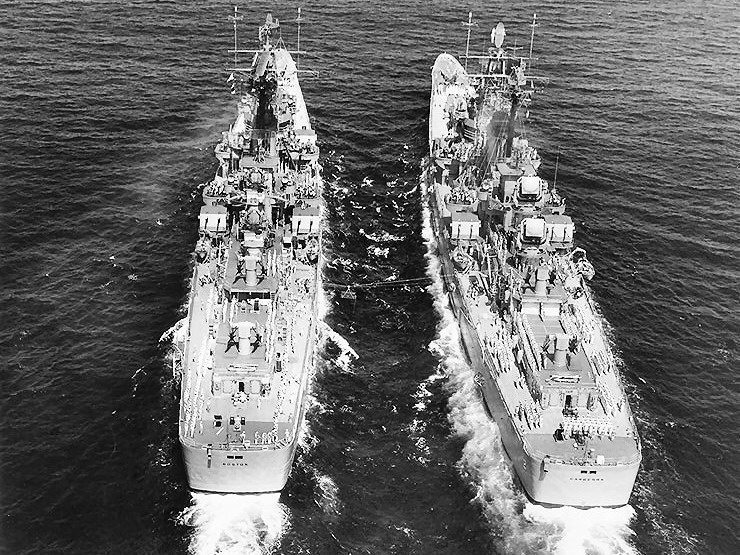
USS Boston (CAG-1) a USS Canberra (CAG-2) plující vedle sebe

Obě lodi byly opakovaně nasazeny ve vietnamské válce, kde byly používány především k ostřelování pozemních cílů. Střely Terrier už byly v polovině 60. let zastaralé a proto byly oba křižníky překlasifikovány z raketových zpět na těžké a dostaly svá původní trupová čísla. Zvažovaná další modernizace se neuskutečnila. V roce 1969 byly odstraněny střely Terrier a v roce následujícím byly obě lodi vyřazeny. Oba křižníky byly později sešrotovány.